# Камнелюбки
Камнелюбки (лат. Petropedetes) — род бесхвостых земноводных семейства Petropedetidae. В 2002 году в род включали все три вида рода Arthroleptides, но они были убраны из него в 2014 году.
К роду Petropedetes относятся следующие виды:
- Petropedetes cameronensis Reichenow, 1874 — Водная камнелюбка
- Petropedetes euskircheni (Barej et al., 2010)
- Petropedetes johnstoni (Boulenger, 1888) — Камерунская камнелюбка
- Petropedetes juliawurstnerae (Barej et al., 2010)
- Petropedetes newtonii (Bocage, 1895) — Подстилочная камнелюбка — иногда считается синонимом P. johnstoni[3].
- Petropedetes palmipes Boulenger, 1905 — Перепончатая камнелюбка
- Petropedetes parkeri (Amiet, 1983) — Камнелюбка Паркера
- Petropedetes perreti (Amiet, 1973) — Камнелюбка Перре
- Petropedetes vulpiae Barej et al., 2010